# Парк Машинобудівників (Харків)
Парк Машинобудівників (раніше парк культури та відпочинку імені Артема) — один із найбільших парків Харкова. Розташований у Слобідському районі міста.

## Опис
Червонозаводський парк був закладений у 1934 році після знесення Кирило-Мефодіївського цвинтаря, і створювався протягом 1934—1937 років за проєктом архітекторів В. І. Дюжиха, Ю. В. Ігнатовського та дендрологів О. І. Колесникова, К. Д. Кобезського.
Обмежений вулицями: з півночі — проспектом Героїв Харкова або вулицею Георгія Тарасенка, зі сходу Енергетичною вулицею, із заходу — вулицею Морозова, з півдня невеликою вулицею Дизельною. Неподалік від парку знаходяться дві станції метро: Турбоатом та завод імені Малишева.
Площа парку становить 100 гектарів. Уздовж алей висаджено кримську липу. У парку росте багато різних видів рослин, у тому числі посаджені тополі, айва звичайна, гледичія триколючкова, глід звичайний, різні плодові дерева, ялини.
Навколо парку знаходиться кілька промислових підприємств: Турбоатом, завод імені Малишева, Харківський агрегатний завод, UMT, Харківська ТЕЦ-3. На заході парк межує із заводом імені Малишева, з півдня — із селищем Артема[джерело?].
Парк отримав назву Артема, на честь революціонера Федора Андрійовича Сергєєва у радянські часи. У 2015 році парк було перейменовано на парк Машинобудівників. Майже всі атракціони парку закриті, а оглядове колесо демонтоване у 2020 році.

## Визначні пам'ятки
- У парку розташована Алея Слави. На ній розташовані пам'ятник героям Другої світової війни, стела Воїнам-афганцям і пам'ятний знак Чорнобильцям[7].
- У 1987 році під час копання котловану на території парку було знайдено авіабомбу часів 2-ої світової війни, знешкодити її не вдалося, підривали на місці. У будинках навколо парку вибило шибки[8]. Цій події є сотні свідків серед місцевих жителів. Перед підривом бомби військові виганяли всіх людей надвір із найближчих вулиць прилеглого району «селище Артема», оскільки побоювалися обвалення старих будівель початку ХХ століття внаслідок ударної хвилі.

## Галерея

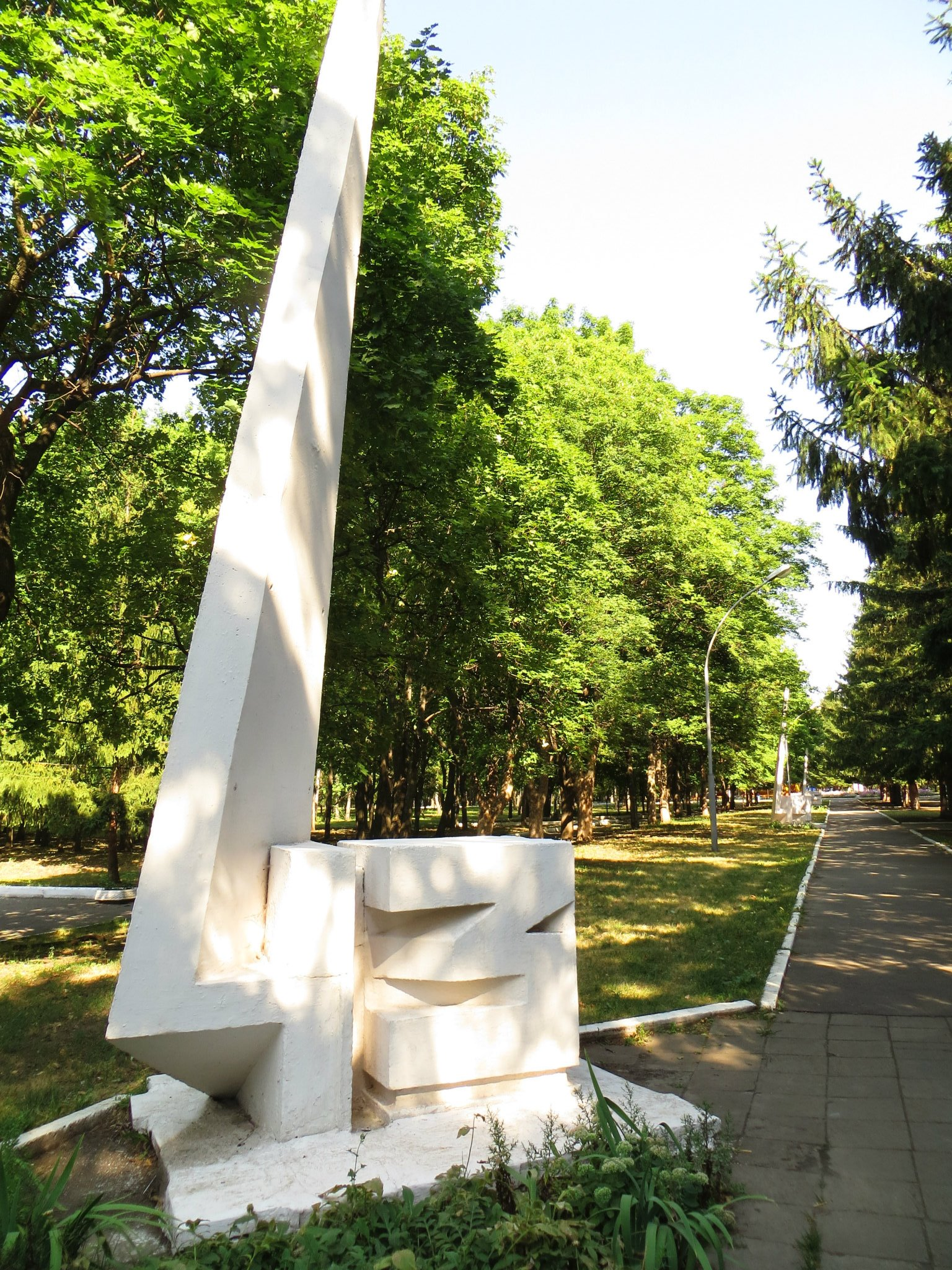
Стела «1943»
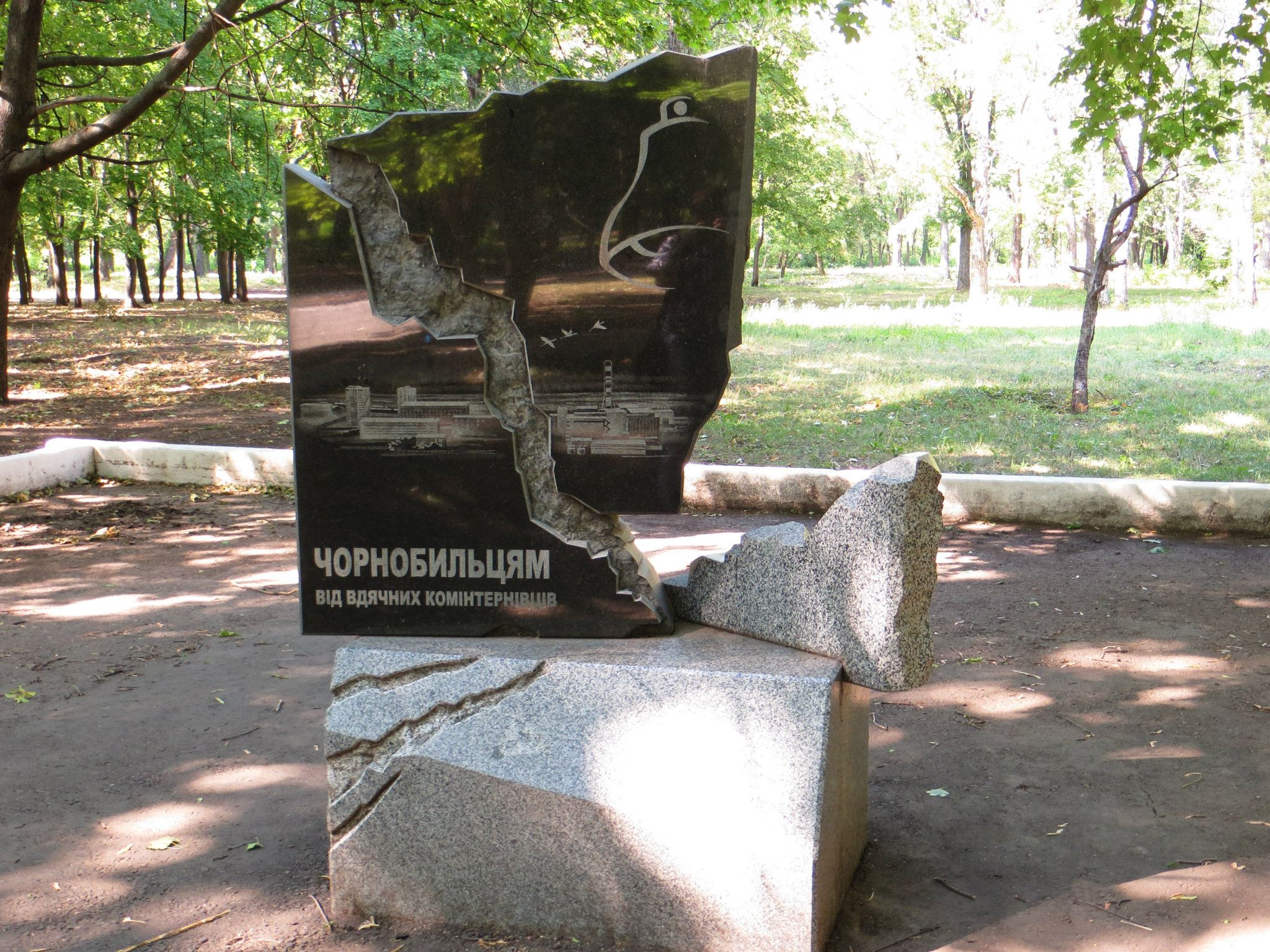
Пам'ятник Чорнобильцям
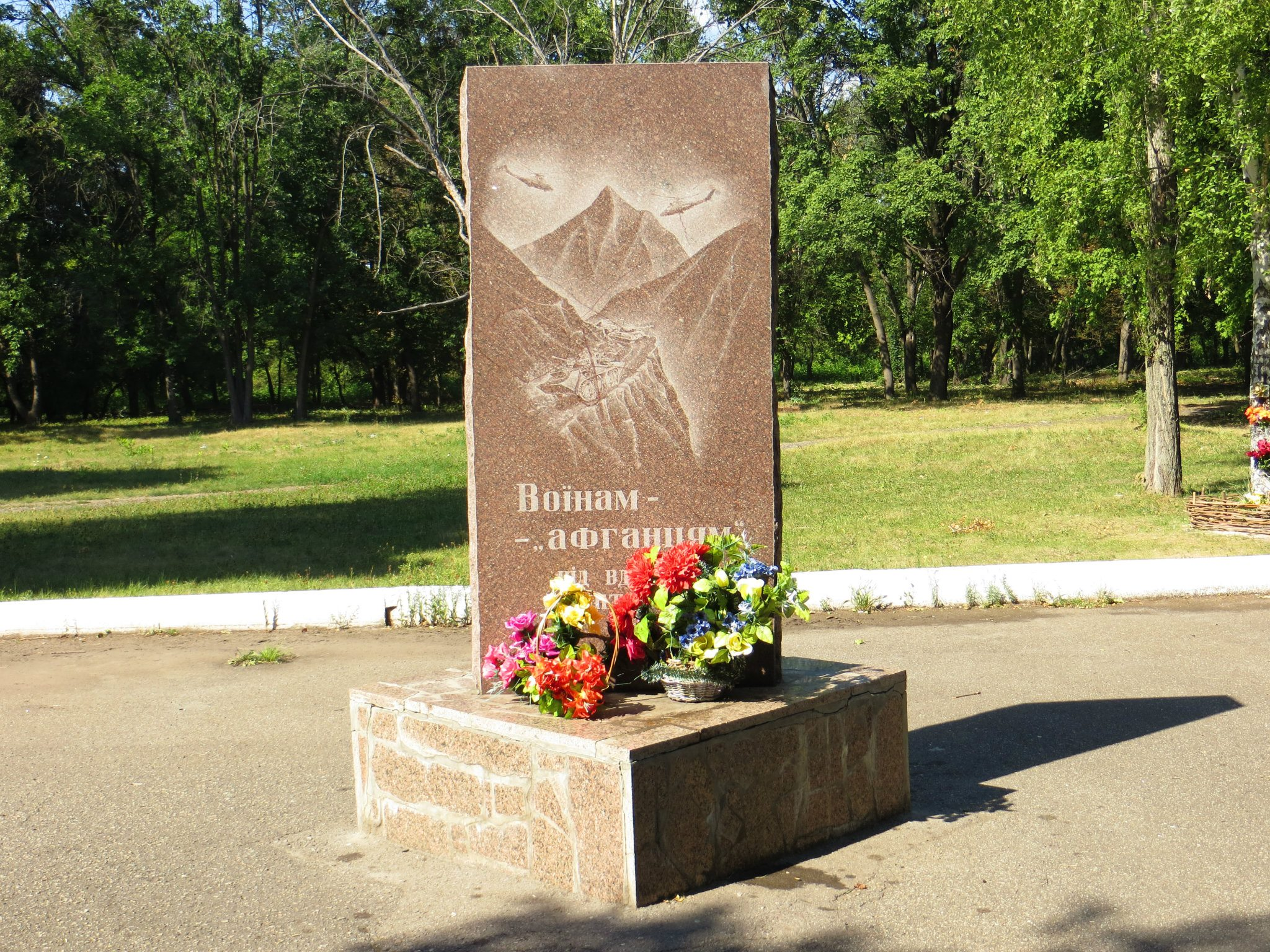
Пам'ятник Воїнам-Афганцям
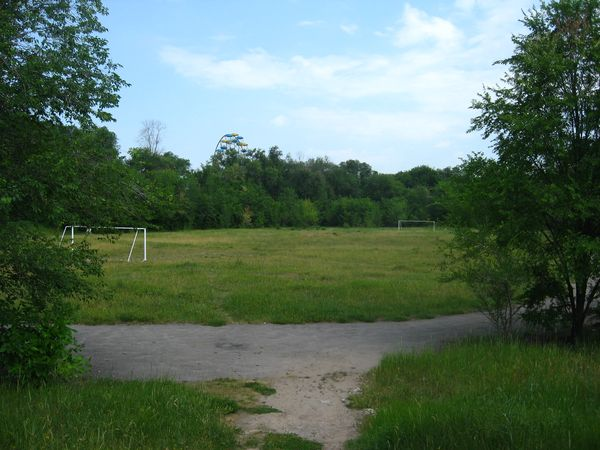
Стадіон у парку